# Miquelão-Langlade

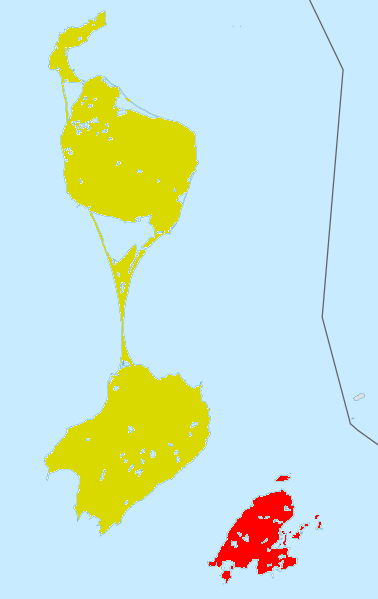
Comuna de Miquelão-Langlade (em amarelo).

Miquelão-Langlade (em francês: Miquelon-Langlade, nome também usado em português), é a maior comuna (município) de São Pedro e Miquelão, uma coletividade de ultramar da França localizada no sul de Terra Nova, no Golfo de São Lourenço.
A comuna ocupa toda a "ilha de Miquelão", que na realidade consiste em três ilhas geológicas: Grande Miquelão, Langlade e Le Cap, conectadas por um tômbolo (dunas de areia). A população permanente constituída por 623 habitantes está situada na ponta norte da comuna. A comuna está conectada à vila de São Pedro por meio de transporte marítimo e aéreo do pequeno porto local e do Aeroporto de Miquelão, que também oferece voos para Montreal.